# Rattle That Lock (singel)
Rattle That Lock – drugi z kolei utwór i pierwszy singel z płyty o tym samym tytule brytyjskiego muzyka Davida Gilmoura. Premiera odbyła się (w Polsce - w radiowej Trójce) 17 lipca 2015, ale oficjalna polska premiera radiowa nastąpiła 27 lipca 2015.

## Notowania

### Świat
- Francja: 71[3]

### Polska
- Lista Przebojów Trójki: 1[4]